# Rosvitha Okou
Bodjiho Rosvitha Okou (sinh ngày 5 tháng 9 năm 1986, Gagnoa, Bờ Biển Ngà) là một vận động viên vượt rào người Bờ Biển Ngà. Tại Thế vận hội Mùa hè 2012, cô đã tham gia cuộc thi vượt rào 100 mét nữ mà không lọt vào bán kết. Ngoài ra, cô còn giành được huy chương bạc tại Giải vô địch châu Phi 2014. Cho đến năm 2012, cô đại diện cho Pháp.
Điểm tốt nhất của cô ấy là 13,13 giây trong vượt rào 100 mét (+0,1   m / s, La Roche-sur-Yon 2011) và 8,17 giây trong các  vượt rào 60 mét (Mondeville 2014). Cả hai đều là kỉ lục quốc gia hiện tại.

## Giải đấu quốc tế
| Năm                      | Giải đấu                      | Địa điểm                           | Thứ hạng          | Nội dung          | Chú thích         |
| Representing Pháp        | Representing Pháp             | Representing Pháp                  | Representing Pháp | Representing Pháp | Representing Pháp |
| ------------------------ | ----------------------------- | ---------------------------------- | ----------------- | ----------------- | ----------------- |
| 2005                     | European Junior Championships | Kaunas, Lithuania                  | 24th (h)          | 100 m hurdles     | 14.89             |
| Representing Bờ Biển Ngà |                               |                                    |                   |                   |                   |
| 2012                     | African Championships         | Porto Novo, Benin                  | 6th               | 100 m hurdles     | 13.74             |
| 2012                     | Olympic Games                 | London, United Kingdom             | 36th (h)          | 100 m hurdles     | 13.62             |
| 2013                     | Jeux de la Francophonie       | Nice, France                       | 5th               | 100 m hurdles     | 13.69             |
| 2013                     | Jeux de la Francophonie       | Nice, France                       | 5th               | 4 × 100 m relay   | 45.84             |
| 2014                     | African Championships         | Marrakech, Morocco                 | 2nd               | 100 m hurdles     | 13.26             |
| 2015                     | African Games                 | Brazzaville, Republic of the Congo | 4th               | 100 m hurdles     | 13.32             |
| 2015                     | African Games                 | Brazzaville, Republic of the Congo | 3rd               | 4 × 100 m relay   | 43.98             |
| 2017                     | Jeux de la Francophonie       | Abidjan, Ivory Coast               | 4th               | 100 m hurdles     | 13.59             |
| 2018                     | African Championships         | Asaba, Nigeria                     | 3rd               | 100 m hurdles     | 13.39             |
| 2018                     | African Championships         | Asaba, Nigeria                     | 2nd               | 4 × 100 m relay   | 44.40             |